# Lokomotivstadion (Plovdiv)
Het Lokomotivstadion (Bulgaars: Стадион „Локомотив“) is een multifunctioneel stadion in Plovdiv, een stad in Bulgarije. 
Het stadion wordt vooral gebruikt voor voetbalwedstrijden, de voetbalclub Lokomotiv Plovdiv maakt gebruik van dit stadion. In het stadion is plaats voor 13.800 toeschouwers. Het stadion werd gebouwd tussen 1980 en 1982 en geopend in 1982. Het stadion werd gerenoveerd in 2004, 2010 en 2013.